# Polana tinae
Polana tinae är en insektsart som beskrevs av Delong och Wolda 1982. Polana tinae ingår i släktet Polana och familjen dvärgstritar. Inga underarter finns listade i Catalogue of Life.